# 松尾駿
松尾 駿（まつお しゅん、1982年〈昭和57年〉8月18日 - ）は、日本のお笑いタレント、声優。お笑いコンビ・チョコレートプラネットのツッコミと大ボケ担当。相方は長田庄平。神奈川県足柄下郡箱根町小涌谷出身。吉本興業所属。

## 来歴
箱根町立温泉小学校（現・箱根町立箱根の森小学校）、箱根町立箱根明星中学校（現・箱根町立箱根中学校）、神奈川県立小田原城北工業高等学校卒業。高校時代は小田原でヘヴィメタルバンド「ヘビトンボ」を結成してギターを弾いていたが、地元の祭りに出演することになったとき、当時のバンドのボーカルが「出たくない」と言い出したため、急遽代理でボーカルを担当することになり、GLAYの「誘惑」を歌った。
2001年、千代田工科芸術専門学校に入学（その後、廃校となった）。専門学校時代は「お好み焼き 道とん堀」小田原鴨宮店でアルバイトをしており、バイトリーダーを務めていた。そこで知り合って交際していた彼女がいたが、芸人を目指すために彼女と別れて上京した。2003年には段ボール工場、2004年にはユニクロに勤務していた。
2005年、東京NSCに11期生として入学。ピン芸人として活動したのち、2006年1月に長田庄平とチョコレートプラネットを結成。
2018年5月20日、自身のTwitter上で結婚を報告した。結婚式では横澤夏子が司会を務め、ものまねレパートリーの一人のIKKOが出席、自身が書いた書を贈っている。
R-1ぐらんぷり2019決勝進出。
2020年6月22日、第1子男児が誕生。

## 人物
旧芸名は憧れのヒップホップグループNITRO MICROPHONE UNDERGROUND（ニトロ・マイクロフォン・アンダーグラウンド）から取った「松尾アンダーグラウンド」。2011年3月18日、トークライブ『僕らの休み時間』の最後に改名することを発表。理由は、「画数が恐ろしく悪かったから」。
趣味はバスケットボール、スノーボード、音楽（レゲエ）、サッカー、DJ。
長田の肩幅の広さや座高の高さといった身体的特徴により「コンビの小さい方」と扱われる事が多く、その事に関しては不満に思っている。公式プロフィールでは身長169cmとなっており、長田より1cm高い。
父はクリスタルキングで元ボーカルだった田中昌之の従兄弟である。女性アイドルグループ・僕が見たかった青空のメンバーである八木仁愛は親戚。
カエルが大の苦手。

## ものまねレパートリー
- 哀川翔
- 浅倉大介（access）
- 安達祐実
- 綾部祐二（ピース）
- 石破茂
- 池田美優
- 石田たくみ（カミナリ）
- イジリー岡田
- 和泉節子（元彌ママ）
- IKKO：ブレイクのきっかけとなった十八番で、ものまねをするにあたりIKKO自身の著書などを読んだりして研究している。公認済みで、IKKO本人から衣装のお下がりを貰い、番組でよく共演している。前出のように松尾の結婚式に出席し、自身が書いた書を贈っている。「どんだけ〜」「まぼろし〜」など声を張り上げながら発する口癖のものまねが有名だが、普段の喋り口調のものまねも出来る。
- 伊藤美誠
- 梅沢富美男
- えなりかずき
- 大坂なおみ
- 奥山裕次（サスケ）
- 香川照之
- 金田朋子
- ゲッターズ飯田
- 堺雅人
- 坂上忍
- J-HOPE（BTS）
- 新海誠
- そらジロー
- 高橋みなみ
- 寺田心
- 堂珍嘉邦（CHEMISTRY）
- 夏井いつき
- 成田悠輔
- 西村博之
- 西矢椛
- 花村想太（Da-iCE）
- 馬琳
- パク・ジニョン（J.Y.Park）
- 橋本環奈
- 花江夏樹 (竈門炭治郎)
- ひるちゃん（インポッシブル）
- ヒロミ
- 藤原竜也
- 古市憲寿
- 堀越勸弦
- 牧秀悟
- 町田瑠唯
- Matt
- 美川憲一
- ミゲル・ゲレイロ
- 水谷豊
- 道枝駿佑（なにわ男子）
- 村瀬哲史
- 山口達也
- ROLAND
- 渡辺勇大

## 出演

### バラエティ
- ダウンタウンのガキの使いやあらへんで!!大晦日年越しスペシャル「絶対に笑ってはいけない新聞社24時」（2008年12月31日、日本テレビ系） - 仕掛け人のレゲエダンサーとして出演
- ベスコングルメ（TBSテレビ系）
  - 2023年11月5日 - 中村仁美並びに川島明（麒麟）と共演[13]
  - 2024年12月15日 - 冨永愛並びに川島明（麒麟）と共演[14]

### ナレーション
- NMB48 げいにん!!!3（日本テレビ、2014年7月5日 - 9月20日）

### インターネット配信
- HITOSHI MATSUMOTO presents ドキュメンタル（2020年、Amazonプライム・ビデオ）- シーズン8出演
- HITOSHI MATSUMOTO presents ドキュメンタル Documentary of Documental（2020年、Amazonプライム・ビデオ）- シーズン2出演

### テレビドラマ
- 木曜ミステリーシアター お助け屋☆陣八 第9話（2013年3月7日、日本テレビ系） - 井上 役
- ドラマL 日暮里チャーリーズ 第3話（2020年8月16日、テレビ朝日 / 朝日放送テレビ） - マツオ 役[15]

### テレビアニメ
- 僕とロボコ（2022年12月5日 - 2023年6月19日、テレビ東京系） - 主演・ロボコ 役[16]
- サザエさん（2024年7月21日、フジテレビ系） - 本人 役[17]

### ゲーム
- 共闘ことばRPG コトダマン（MIXI、2023年7月24日 - 9月19日） - 平ロボコ 役[18]

### 吹き替え
- ビルとテッドの時空旅行 音楽で世界を救え!（2020年） - デニス（アンソニー・キャリガン） 役[19]
- DC がんばれ!スーパーペット（2022年） - マートン（ナターシャ・リオン） 役[20]

### MV
- SAKANAMON 「クダラナインサイド」（2016年10月）[21]

### CM
- グラフィティスマッシュ（2018年）『ひっぱ塗り〜』IKKOとコラボ

### ラジオ
- 音楽酒場「音ぼけ」（2025年1月31日 - 、stand.fm）[22]